# スト破り
スト破りとは、ストライキ中の工場や事業所で経営者側が内部や外部の人間を雇って働かせ、ストライキの効果を減じる行動である。法的には問題ないが、経営者側が団体交渉に応じずに、スト破りを継続する場合は争議権、団結権に対する侵害となり問題となる。スト破りを行う労働者は、スキャッブ（scab）やスト破りと呼ばれ、団体の結束を減じることから、労働組合は結束を乱す行動に罰則を課すため、労働協約にスキャッブ禁止条項を設置する。
また、国によっては扱いは様々で、カナダのケベック州では違法である（ケベック州労働法第109.1条）。イギリスでは、スト破りは法律で問題とならず、また労働組合がスキャッブに対する罰則を規制している。オランダでは、スト破りは問題とならないが、派遣会社を使うのは禁止されている。